# Свиридова Софія Олександрівна
Софія Олександрівна Свиридова (1882—не раніше 1928) — російський поет, прозаїк, перекладач-еквіритміст, музикознавець, музичний критик українського походження.

## Біографія
Народилася в Петербургові, батько — дійсний статський радник Олександр Свиридов. Родина мала українське коріння, підтримувала зв'язки з інтелігенцією України, в тому числі з родиною літераторів Івана та Панаса Рудченко.
У ранні роки видавалася в газетах Полтави. Одна з робіт була опублікована також в Києві.
Окрім літературної творчості, також провадила наукову діяльність у галузі історії, філології та окультизму, володіла 15-ма мовами.
Публікувалася під псевдонімом С. Свириденко (або Святослав Свириденко). Після переходу в римо-католицьку віру взяла нове ім'я — Жильберта.

## Творчість
Софія Свиридова була автором книг та статей про творчість Ріхарда Ваґнера, Роберта Шумана, Ференца Ліста, Йоганнеса Брамса, історичних повістей, поетичних перекладів. Вона співпрацювала з «Великим енциклопедичним словником Брокгауза та Єфрона», з журналами «Російське багатство», «Світ Божий», «Струмок», «Сучасний світ», «Сонечко», а також з «Російською музичною газетою», газетами «Новини», «Полтавщина» тощо.
Наукова та художня творчість Свиридової можна розподілити на три основні тематичні сфери:
1. скандинавська міфологія;
2. оперна драматургія Ріхарда Ваґнера;
3. жанр німецької романтичної пісні[1].

Найвідоміша та найголовніша її робота в перекладі — це перший російськомовний переклад «Старшої Едди». Перша частина цього твору «Пісня про богів» була видана 1917 року (друга частина «Пісня про героїв» вважається втраченою). Софія Свириденко повністю переклала лібрето відомої тетралогії Ріхарда Ваґнера «Нібелунгова каблучка» (друком так і не вийшло).
Найбільшого значення для сучасної концертної практики мають переклади текстів пісень Роберта Шумана, Йоганесса Брамса та Едварда Ґріґа пера Свиридової. Вони були опубліковані в дореволюційних нотних збірках (деякі з перекладів передруковувались також в радянський час).